# Cornelius Fontem Esua
Cornelius Fontem Esua (* 2. Juli 1943 in Mbetta) ist ein kamerunischer Geistlicher und emeritierter römisch-katholischer Erzbischof von Bamenda.

## Leben
Cornelius Fontem Esua empfing am 29. Dezember 1971 die Priesterweihe.
Papst Johannes Paul II. ernannte ihn am 10. September 1982 zum Bischof von Kumbo. Der Apostolische Pro-Nuntius in Gabun, Kamerun und Äquatorialguinea, Erzbischof Donato Squicciarini, spendete ihm am 8. Dezember desselben Jahres die Bischofsweihe; Mitkonsekratoren waren Pius Suh Awa, Bischof von Buéa, und Paul Mbiybe Verdzekov, Erzbischof von Bamenda.
Am 7. Dezember 2004 ernannte ihn der Papst zum Koadjutorerzbischof von Bamenda. Mit dem Rücktritt Paul Mbiybe Verdzekovs am 23. Januar 2006 folgte er diesem im Amt des Erzbischofs von Bamenda nach. Am 30. Dezember 2019 nahm der Papst sein altersbedingtes Rücktrittsgesuch an und ernannte Andrew Nkea Fuanya zu seinem Nachfolger.